# 16106 Carmagnola
16106 Carmagnola este un asteroid din centura principală de asteroizi.

## Descriere
16106 Carmagnola este un asteroid din centura principală de asteroizi. A fost descoperit pe 12 noiembrie 1999 la Stația Anderson Mesa în cadrul programului LONEOS. Asteroidul prezintă o orbită caracterizată de o semiaxă mare de 2,33 ua, o excentricitate de 0,05 și o înclinație de 4,8° în raport cu ecliptica.